# Leichtathletik-Länderkampf der Männer 1984 BR Deutschland – Frankreich / BR Deutschland – Polen / BR Deutschland – Tschechoslowakei
| 7./8./9. Leichtathletik-Länderkampf mit bundesdeutscher Beteiligung 1984                                                         | 7./8./9. Leichtathletik-Länderkampf mit bundesdeutscher Beteiligung 1984 |
| --- | ------------------------------------------------------------------------ |
| |                                                                          |
| Ländervergleich der Männer: BR Deutschland – Frankreich000000 BR Deutschland – Polen0000000000 BR Deutschland – Tschechoslowakei |                                                                          |
| Austragungsort | Hannover                                                                 |
| Wettbewerbe | 21                                                                       |
| Datum | 15./16. Juni                                                             |
| 1. FRG 2. FRA | 129 P 093 P                                                              |
| 1. FRG 2. POL | 118 P 101 P                                                              |
| 1. FRG 2. CSK | 131 P 091 P                                                              |
| Chronik |                                                                          |
| ← FRG-BGR 7kampf (F) | FRG-FRA/FRG-POL/00 FRG-CSK (F) →                                         |

Als siebten, achten und neunten Vergleich des Länderkampfjahres 1984 gab es am 15./16. Juni in Hannover die erste Veranstaltung des Jahres 1984, den die bundesdeutschen Leichtathleten gegen drei Gegner gleichzeitig in getrennter Wertung bestritten. Die gegnerischen Mannschaften kamen aus Frankreich, Polen und der Tschechoslowakei. Auch die Frauen trugen zum selben Datum am selben Ort einen Länderkampf gegen dieselben beiden Länder aus.
Gegen Frankreich traten die bundesdeutschen Männer zum 27. Mal in einem Zweiländerkampf an, alle vorangegangenen Aufeinandertreffen hatte Deutschland für sich entschieden. Darüber hinaus hatte es 1978 einen Nachwuchs-Vergleich gegeben, der ebenfalls an die Bundesrepublik gegangen war.
Gegen Polen hatten die bundesdeutschen Leichtathleten mit sieben zu acht bei einem Unentschieden in Zweiländerkämpfen eine negative Bilanz. Darüber hinaus hatte es Vergleiche unter Beteiligung weiterer Länder zwischen Polen und Deutschland mit unterschiedlichen Ausgängen gegeben.
Gegen die Tschechoslowakei trugen die bundesdeutschen Männer in Hannover ihre siebte Begegnung aus. Zuvor hatte es fünf bundesdeutsche Siege gegeben. Nur 1959 hatten die deutschen Vertreter eine Niederlage hinnehmen müssen, als das Team wegen einer Japanreise ihrer Spitzenathleten mit einer Zweitbesetzung hatten antreten müssen.

## Modus
Auf dem Programm stand neben den bei Männerländerkämpfen üblichen zwanzig Wettbewerben noch das 10.000-m-Bahngehen, Die beiden Bahnlangstrecken wurden wie inzwischen in den meisten Fällen verkürzt. Anstelle der Rennen über 5000 und 10.000 Meter wurden ein 3000- und ein 5000-Meter-Lauf ausgetragen. Aus dem olympischen Wettbewerbskatalog fehlten nur der der Marathonlauf, die beiden Gehdisziplinen sowie der Zehnkampf. Gewertet wurde in allen drei Begegnungen nach dem Standardsystem.

## Ergebnis
In den Einzelläufen sammelte die Bundesrepublik gegenüber jedem seiner Gegner mehr Punkte. Gegen Frankreich gab es sechs zu vier Siege, gegen die Tschechoslowakei neun Siege und ein Unentschieden. Gegenüber Polen war das Verhältnis der Siege und Niederlagen ausgeglichen fünf zu fünf, die bundesdeutschen Vertreter erzielten allerdings vier Doppelerfolge, die polnischen Athleten nur zwei. Beide Staffeln gingen in allen drei Vergleichen an die Bundesrepublik. In der Wertung des Bahngehens lag die Bundesrepublik vor Frankreich und auch vor Polen, die Tschechoslowakei dagegen war hier ganz vorn. Auch m Bereich Sprung sah sich das bundesdeutsche Team mit einem Disziplinerfolg gegenüber drei Siegen der Tschechoslowakei gegenüber diesem Team im Hintertreffen. Polen war hier mit vier zu null Siegen gegenüber Deutschland sogar noch stärker. Gegen Frankreich gab es dagegen ein Remis mit zwei zu zwei Disziplin- und auch Doppelerfolgen. Deutlich besser für die bundesdeutsche Mannschaft lief es in der Kategorie Wurf/Stoß. Gegen die Tschechoslowakei gab es hier ein zwei zu zwei bei ebenfalls jeweils zwei Doppelerfolgen. Gegen Polen setzte sich das bundesdeutsche Team hier mit drei zu eins und gegen Frankreich mit vier zu null durch.
Am Ende waren die bundesdeutschen Sportler in allen drei Länderkämpfen erfolgreich. Gegen Frankreich siegten sie mit 129 zu 93 Punkten, gegen Polen mit 118 zu 101 Punkten und gegen die Tschechoslowakei am deutlichsten mit 131 zu 91 Punkten.

## Legende
Kurze Übersicht zur Bedeutung der Symbolik – so üblicherweise auch in sonstigen Veröffentlichungen verwendet:
| DNF | nicht im Ziel (did not finish) |
| NMH | keine Höhe (No Mark)           |

## Einzelresultate

### 100 m
| Platz | Athlet              | Land | Zeit (s) | Länderkampfwertung | Länderkampfwertung |
| ----- | ------------------- | ---- | -------- | ------------------ | ------------------ |
| 1     | Marian Woronin      | POL  | 10,27    | 1. FRA 2. FRG      | 8 P 2 P            |
| 2     | Bruno Marie-Rose    | FRA  | 10,47    | 1. FRA 2. FRG      | 8 P 2 P            |
| 3     | Marc Gasparoni      | FRA  | 10,57    | 1. FRA 2. FRG      | 8 P 2 P            |
| 4     | Richard Luxenburger | FRG  | 10,58    | 1. POL 2. FRG      | 7 P 3 P            |
| 5     | Josef Lomický       | CSK  | 10,60    | 1. POL 2. FRG      | 7 P 3 P            |
| 6     | František Ptáčník   | CSK  | 10,60    | 1. FRG 1. CSK      | 5 P                |
| 7     | Leszek Dunecki      | POL  | 10,60    | 1. FRG 1. CSK      | 5 P                |
| DNF   | Werner Bastians     | FRG  |          | 1. FRG 1. CSK      | 5 P                |

Datum: 15. Juni

### 200 m
| Platz | Athlet             | Land | Zeit (s) | Länderkampfwertung | Länderkampfwertung |
| ----- | ------------------ | ---- | -------- | ------------------ | ------------------ |
| 1     | Ralf Lübke         | FRG  | 20,98    | 1. FRG 2. FRA      | 8 P 3 P            |
| 2     | František Břečka   | CSK  | 21,18    | 1. FRG 2. FRA      | 8 P 3 P            |
| 3     | Rolf Kistner       | FRG  | 21,26    | 1. FRG 2. FRA      | 8 P 3 P            |
| 4     | Patrick Barré      | FRA  | 21,37    | 1. FRG 2. POL      | 8 P 3 P            |
| 5     | Bruno Marie-Rose   | FRA  | 21,41    | 1. FRG 2. POL      | 8 P 3 P            |
| 6     | Czesław Pradzynski | POL  | 21,42    | 1. FRG 2. CSK      | 7 P 4 P            |
| 7     | Josef Lomický      | CSK  | 21,46    | 1. FRG 2. CSK      | 7 P 4 P            |
| 8     | Marian Woronin     | POL  | 33,01    | 1. FRG 2. CSK      | 7 P 4 P            |

Datum: 16. Juni
Marian Woronin verletzte sich, erreichte aber das Ziel.

### 400 m
| Platz | Athlet           | Land | Zeit (s) | Länderkampfwertung | Länderkampfwertung |
| ----- | ---------------- | ---- | -------- | ------------------ | ------------------ |
| 1     | Erwin Skamrahl   | FRG  | 45,91    | 1. FRG 2. FRA      | 8 P 3 P            |
| 2     | Hartmut Weber    | FRG  | 46,08    | 1. FRG 2. FRA      | 8 P 3 P            |
| 3     | Aldo Canti       | FRA  | 46,40    | 1. FRG 2. FRA      | 8 P 3 P            |
| 4     | Andrzej Stępień  | POL  | 46,63    | 1. FRG 2. POL      | 8 P 3 P            |
| 5     | Yann Quentrec    | FRA  | 46,64    | 1. FRG 2. POL      | 8 P 3 P            |
| 6     | Dušan Malovec    | CSK  | 47,25    | 1. FRG 2. CSK      | 8 P 3 P            |
| 7     | Stanislaw Sajdok | CSK  | 47,33    | 1. FRG 2. CSK      | 8 P 3 P            |
| 8     | Zbigniew Rytel   | POL  | 47,34    | 1. FRG 2. CSK      | 8 P 3 P            |

Datum: 15. Juni

### 800 m
| Platz | Athlet              | Land | Zeit (min) | Länderkampfwertung | Länderkampfwertung |
| ----- | ------------------- | ---- | ---------- | ------------------ | ------------------ |
| 1     | Ryszard Ostrowski   | POL  | 1:46,95    | 1. FRG 2. FRA      | 6 P 5 P            |
| 2     | Hans-Peter Ferner   | FRG  | 1:47,18    | 1. FRG 2. FRA      | 6 P 5 P            |
| 3     | Philippe Dupont     | FRA  | 1:47,72    | 1. FRG 2. FRA      | 6 P 5 P            |
| 4     | Didier Marquant     | FRA  | 1:47,85    | 1. POL 2. FRG      | 6 P 5 P            |
| 5     | Matthias Assmann    | FRG  | 1:47,85    | 1. POL 2. FRG      | 6 P 5 P            |
| 6     | Krysztof Pradzynski | POL  | 1:47,93    | 1. FRG 2. CSK      | 8 P 3 P            |
| 7     | Tomáš Tůma          | CSK  | 1:49,52    | 1. FRG 2. CSK      | 8 P 3 P            |
| 8     | Tiboi Fabo          | CSK  | 1:53,39    | 1. FRG 2. CSK      | 8 P 3 P            |

Datum: 16. Juni

### 1500 m
| Platz | Athlet             | Land | Zeit (min) | Länderkampfwertung | Länderkampfwertung |
| ----- | ------------------ | ---- | ---------- | ------------------ | ------------------ |
| 1     | Pascal Thiébaut    | FRA  | 3:41,17    | 1. FRA 2. FRG      | 6 P 5 P            |
| 2     | Uwe Becker         | FRG  | 3:41,53    | 1. FRA 2. FRG      | 6 P 5 P            |
| 3     | Thomas Wessinghage | FRG  | 3:42,45    | 1. FRA 2. FRG      | 6 P 5 P            |
| 4     | Alex Gonzalez      | FRA  | 3:43,49    | 1. FRG 2. POL      | 8 P 3 P            |
| 5     | Bogusław Mamiński  | POL  | 3:44,00    | 1. FRG 2. POL      | 8 P 3 P            |
| 6     | Mirosław Rekowski  | POL  | 3:46,07    | 1. FRG 2. CSK      | 8 P 3 P            |
| 7     | Josef Vedra        | CSK  | 3:47,09    | 1. FRG 2. CSK      | 8 P 3 P            |
| 8     | Arpad Bari         | CSK  | 3:48,27    | 1. FRG 2. CSK      | 8 P 3 P            |

Datum: 15. Juni

### 3000 m
| Platz | Athlet             | Land | Zeit (min) | Länderkampfwertung | Länderkampfwertung |
| ----- | ------------------ | ---- | ---------- | ------------------ | ------------------ |
| 1     | Thomas Wessinghage | FRG  | 7:49,49    | 1. FRG 2. FRA      | 8 P 3 P            |
| 2     | Uwe Mönkemeyer     | FRG  | 7:49,86    | 1. FRG 2. FRA      | 8 P 3 P            |
| 3     | Pavel Klimeš       | CSK  | 7:50,37    | 1. FRG 2. FRA      | 8 P 3 P            |
| 4     | Petr Klimeš        | CSK  | 7:52,02    | 1. FRG 2. POL      | 8 P 3 P            |
| 5     | Didier Begouin     | FRA  | 7:52,96    | 1. FRG 2. POL      | 8 P 3 P            |
| 6     | Bogumil Psujek     | POL  | 7:56,22    | 1. FRG 2. CSK      | 8 P 3 P            |
| 7     | Didier Chauvelier  | FRA  | 7:56,36    | 1. FRG 2. CSK      | 8 P 3 P            |
| 8     | Wiesław Ziebicki   | POL  | 7:57,67    | 1. FRG 2. CSK      | 8 P 3 P            |

Datum: 16. Juni

### 5000 m
| Platz | Athlet               | Land | Zeit (min) | Länderkampfwertung | Länderkampfwertung |
| ----- | -------------------- | ---- | ---------- | ------------------ | ------------------ |
| 1     | Antoni Niemczak      | POL  | 14:10,68   | 1. FRG 2. FRA      | 8 P 3 P            |
| 2     | Christoph Herle      | FRG  | 14:10,69   | 1. FRG 2. FRA      | 8 P 3 P            |
| 3     | Ivan Uvízl           | CSK  | 14:11,42   | 1. FRG 2. FRA      | 8 P 3 P            |
| 4     | Dirk Sander          | FRG  | 14:11,66   | 1. POL 2. FRG      | 6 P 5 P            |
| 5     | Philippe Legrand     | FRA  | 14:13,96   | 1. POL 2. FRG      | 6 P 5 P            |
| 6     | Jean-Louis Prianon   | FRA  | 14:15,90   | 1. FRG 2. CSK      | 7 P 4 P            |
| 7     | Lubomír Tesáček      | CSK  | 14:17,09   | 1. FRG 2. CSK      | 7 P 4 P            |
| 8     | Wacław Kondraszewski | POL  | 14:27,88   | 1. FRG 2. CSK      | 7 P 4 P            |

Datum: 15. Juni

### 110 m Hürden
| Platz | Athlet            | Land | Zeit (s) | Länderkampfwertung | Länderkampfwertung |
| ----- | ----------------- | ---- | -------- | ------------------ | ------------------ |
| 1     | Stéphane Caristan | FRA  | 13,83    | 1. FRA 2. FRG      | 6 P 5 P            |
| 2     | Romuald Giegiel   | POL  | 13,84    | 1. FRA 2. FRG      | 6 P 5 P            |
| 3     | Jacek Rutkowski   | POL  | 13,89    | 1. FRA 2. FRG      | 6 P 5 P            |
| 4     | Peter Scholz      | FRG  | 14,08    | 1. POL 2. FRG      | 8 P 3 P            |
| 5     | Aleš Höffer       | CSK  | 14,16    | 1. POL 2. FRG      | 8 P 3 P            |
| 6     | Julius Ivan       | CSK  | 14,17    | 1. FRG 2. CSK      | 6 P 5 P            |
| 7     | Jürgen Schoch     | FRG  | 14,22    | 1. FRG 2. CSK      | 6 P 5 P            |
| 8     | Philippe Hatil    | FRA  | 14,47    | 1. FRG 2. CSK      | 6 P 5 P            |

Datum: 16. Juni

### 400 m Hürden
| Platz | Athlet          | Land | Zeit (s) | Länderkampfwertung | Länderkampfwertung |
| ----- | --------------- | ---- | -------- | ------------------ | ------------------ |
| 1     | Harald Schmid   | FRG  | 49,18    | 1. FRG 2. FRA      | 8 P 3 P            |
| 2     | Ryszard Szparak | POL  | 50,36    | 1. FRG 2. FRA      | 8 P 3 P            |
| 3     | Uwe Schmitt     | FRG  | 50,41    | 1. FRG 2. FRA      | 8 P 3 P            |
| 4     | Franck Jonot    | FRA  | 50,44    | 1. FRG 2. POL      | 7 P 4 P            |
| 5     | Ryszard Stoch   | POL  | 50,46    | 1. FRG 2. POL      | 7 P 4 P            |
| 6     | Vladimir Musil  | CSK  | 51,73    | 1. FRG 2. CSK      | 8 P 3 P            |
| 7     | Gérard Brunel   | FRA  | 51,74    | 1. FRG 2. CSK      | 8 P 3 P            |
| 8     | Ivan Čížek      | CSK  | 51,86    | 1. FRG 2. CSK      | 8 P 3 P            |

Datum: 15. Juni

### 3000 m Hindernis
| Platz | Athlet              | Land | Zeit (min) | Länderkampfwertung | Länderkampfwertung |
| ----- | ------------------- | ---- | ---------- | ------------------ | ------------------ |
| 1     | Joseph Mahmoud      | FRA  | 8:16,33    | 1. FRA 2. FRG      | 8 P 3 P            |
| 2     | Krysztof Wesolowski | POL  | 8:16,83    | 1. FRA 2. FRG      | 8 P 3 P            |
| 3     | Pascal Debacker     | FRA  | 8:21,54    | 1. FRA 2. FRG      | 8 P 3 P            |
| 4     | Czesław Mojżysz     | POL  | 8:27,58    | 1. POL 2. FRG      | 8 P 3 P            |
| 5     | Torsten Tiller      | FRG  | 8:28,95    | 1. POL 2. FRG      | 8 P 3 P            |
| 6     | Carlo Seck          | FRG  | 8:32,06    | 1. FRG 2. CSK      | 8 P 3 P            |
| 7     | Vaclav Pátek        | CSK  | 8:43,40    | 1. FRG 2. CSK      | 8 P 3 P            |
| 8     | Zdenek Pešek        | CSK  | 8:45,11    | 1. FRG 2. CSK      | 8 P 3 P            |

Datum: 16. Juni

### 4 × 100 m Staffel
| Platz | Besetzung        | Land                                                                  | Zeit (s) | Länderkampfwertung | Länderkampfwertung |
| ----- | ---------------- | --------------------------------------------------------------------- | -------- | ------------------ | ------------------ |
| 1     | BR Deutschland   | Christian Zirkelbach Richard Luxenburger Rolf Kistner Ralf Lübke      | 39,37    | 1. FRG 2. FRA      | 5 P 2 P            |
| 2     | Frankreich       | Bruno Marie-Rose Marc Gasparoni Patrick Barré Jean-Jacques Boussemart | 39,46    | 1. FRG 2. POL      | 5 P 2 P            |
| 3     | Tschechoslowakei | Josef Lomický František Ptáčník Zdeněk Mazur František Břečka         | 39,80    | 1. FRG 2. POL      | 5 P 2 P            |
| DNF   | Polen            | Krzysztof Zwoliński Zenon Licznerski Leszek Dunecki Marian Woronin    |          | 1. FRG 2. CSK      | 5 P 2 P            |

Datum: 15. Juni

### 4 × 400 m Staffel
| Platz | Besetzung        | Land                                                        | Zeit (min) | Länderkampfwertung | Länderkampfwertung |
| ----- | ---------------- | ----------------------------------------------------------- | ---------- | ------------------ | ------------------ |
| 1     | BR Deutschland   | Erwin Skamrahl Harald Schmid Edgar Nakladal Hartmut Weber   | 3:03,86    | 1. FRG 2. FRA      | 5 P 2 P            |
| 2     | Frankreich       | Yann Quentrec Didier Dubois Jean-Jacques Fevrier Aldo Canti | 3:06,22    | 1. FRG 2. POL      | 5 P 2 P            |
| 3     | Tschechoslowakei | Púchovský František Břečka Stanislaw Sajdok Dušan Malovec   | 3:06,69    | 1. FRG 2. POL      | 5 P 2 P            |
| 4     | Polen            | Marzec Robert Kseniak Zbigniew Rytel Andrzej Stępień        | 3:06,69    | 1. FRG 2. CSK      | 5 P 2 P            |

Datum: 16. Juni

### 10.000 m Bahngehen
| Platz | Athlet            | Land | Zeit (min) | Länderkampfwertung | Länderkampfwertung |
| ----- | ----------------- | ---- | ---------- | ------------------ | ------------------ |
| 1     | Gérard Lelièvre   | FRA  | 39:51,34   | 1. FRA 2. FRG      | 7 P 4 P            |
| 2     | Zdzisław Szlapkin | POL  | 40:01,14   | 1. FRA 2. FRG      | 7 P 4 P            |
| 3     | Roman Mrázek      | CSK  | 40:01,95   | 1. FRA 2. FRG      | 7 P 4 P            |
| 4     | Alfons Schwarz    | FRG  | 40:13,79   | 1. POL 2. FRG      | 6 P 5 P            |
| 5     | Pavol Blažek      | CSK  | 40:45,94   | 1. POL 2. FRG      | 6 P 5 P            |
| 6     | Martial Fesselier | FRA  | 41:31,83   | 1. CSK 2. FRG      | 7 P 4 P            |
| 7     | Franz-Josef Weber | FRG  | 41:52,29   | 1. CSK 2. FRG      | 7 P 4 P            |
| 8     | Jaroslaw Ledzion  | POL  | 42:32,48   | 1. CSK 2. FRG      | 7 P 4 P            |

Datum: 15. Juni

### Hochsprung
| Platz | Athlet              | Land | Höhe (m) | Länderkampfwertung | Länderkampfwertung |
| ----- | ------------------- | ---- | -------- | ------------------ | ------------------ |
| 1     | Dariusz Zielke      | POL  | 2,30     | 1. FRG 2. FRA      | 8 P 3 P            |
| 2     | Carlo Thränhardt    | FRG  | 2,24     | 1. FRG 2. FRA      | 8 P 3 P            |
| 3     | Dietmar Mögenburg   | FRG  | 2,21     | 1. FRG 2. FRA      | 8 P 3 P            |
| 4     | Mirosław Włodarczyk | POL  | 2,15     | 1. POL 2. FRG      | 6 P 5 P            |
| 5     | Franck Verzy        | FRA  | 2,15     | 1. POL 2. FRG      | 6 P 5 P            |
| 6     | Franck Bonnet       | FRA  | 2,15     | 1. FRG 2. CSK      | 8 P 3 P            |
| 7     | Karel Švestka       | CSK  | 2,10     | 1. FRG 2. CSK      | 8 P 3 P            |
| 8     | Josef Hrabal        | CSK  | 2,10     | 1. FRG 2. CSK      | 8 P 3 P            |

Datum: 16. Juni

### Stabhochsprung
| Platz | Athlet                | Land | Höhe (m) | Länderkampfwertung | Länderkampfwertung |
| ----- | --------------------- | ---- | -------- | ------------------ | ------------------ |
| 1     | Thierry Vigneron      | FRA  | 5,30     | 1. FRA 2. FRG      | 8 P 3 P            |
| 2     | Tadeusz Ślusarski     | POL  | 5,20     | 1. FRA 2. FRG      | 8 P 3 P            |
| 2     | František Jansa       | CSK  | 5,20     | 1. FRA 2. FRG      | 8 P 3 P            |
| 4     | Alain Donias          | FRA  | 5,20     | 1. POL 1. FRG      | 5 P                |
| 5     | Jürgen Winkler        | FRG  | 5,00     | 1. POL 1. FRG      | 5 P                |
| 6     | Gerhard Schmidt       | FRG  | 5,00     | 1. CSK 2. FRG      | 6 P 5 P            |
| 7     | Pavel Sluka           | CSK  | 5,00     | 1. CSK 2. FRG      | 6 P 5 P            |
| NMH   | Władysław Kozakiewicz | POL  |          | 1. CSK 2. FRG      | 6 P 5 P            |

Datum: 16. Juni

### Weitsprung
| Platz | Athlet                 | Land | Weite (m) | Länderkampfwertung | Länderkampfwertung |
| ----- | ---------------------- | ---- | --------- | ------------------ | ------------------ |
| 1     | Zdenek Hanácek         | CSK  | 7,79      | 1. FRG 2. FRA      | 8 P 3 P            |
| 2     | Włodzimierz Włodarczyk | POL  | 7,76      | 1. FRG 2. FRA      | 8 P 3 P            |
| 3     | Stanisław Jaskulka     | POL  | 7,75      | 1. FRG 2. FRA      | 8 P 3 P            |
| 4     | Claude Morinière       | FRA  | 7,63      | 1. POL 2. FRG      | 6 P 5 P            |
| 5     | Denis Pinabel          | FRA  | 7,52      | 1. POL 2. FRG      | 6 P 5 P            |
| 6     | Joachim Busse          | FRG  | 7,48      | 1. CSK 2. FRG      | 7 P 4 P            |
| 7     | Bernd Bieber           | FRG  | 7,45      | 1. CSK 2. FRG      | 7 P 4 P            |
| 8     | Roman Zrun             | CSK  | 7,30      | 1. CSK 2. FRG      | 7 P 4 P            |

Datum: 15. Juni

### Dreisprung
| Platz | Athlet            | Land | Weite (m) | Länderkampfwertung | Länderkampfwertung |
| ----- | ----------------- | ---- | --------- | ------------------ | ------------------ |
| 1     | Zdzisław Hoffmann | POL  | 16,76     | 1. FRG 2. FRA      | 8 P 3 P            |
| 2     | Ján Čado          | CSK  | 16,68     | 1. FRG 2. FRA      | 8 P 3 P            |
| 3     | Peter Bouschen    | FRG  | 16,54     | 1. FRG 2. FRA      | 8 P 3 P            |
| 4     | Jaroslav Priščák  | CSK  | 16,29     | 1. POL 2. FRG      | 6 P 5 P            |
| 5     | Ralf Jaros        | FRG  | 15,97     | 1. POL 2. FRG      | 6 P 5 P            |
| 6     | Serge Hélan       | FRA  | 15,96     | 1. CSK 2. FRG      | 7 P 4 P            |
| 7     | Alain René-Corail | FRA  | 15,67     | 1. CSK 2. FRG      | 7 P 4 P            |
| 8     | Waldemar Golanko  | POL  | 15,41     | 1. CSK 2. FRG      | 7 P 4 P            |

Datum: 15. Juni

### Kugelstoßen
| Platz | Athlet             | Land | Weite (m) | Länderkampfwertung | Länderkampfwertung |
| ----- | ------------------ | ---- | --------- | ------------------ | ------------------ |
| 1     | Remigius Machura   | CSK  | 20,50     | 1. FRG 2. FRA      | 8 P 3 P            |
| 2     | Helmut Krieger     | POL  | 20,37     | 1. FRG 2. FRA      | 8 P 3 P            |
| 3     | Janusz Gassowski   | POL  | 20,23     | 1. FRG 2. FRA      | 8 P 3 P            |
| 4     | Josef Kubeš        | CSK  | 19,94     | 1. POL 2. FRG      | 8 P 3 P            |
| 5     | Udo Gelhausen      | FRG  | 19,19     | 1. POL 2. FRG      | 8 P 3 P            |
| 6     | Karsten Stolz      | FRG  | 18,45     | 1. CSK 2. FRG      | 8 P 3 P            |
| 7     | Alain Treguilly    | FRA  | 16,79     | 1. CSK 2. FRG      | 8 P 3 P            |
| 8     | Jean-Claude Bouras | FRA  | 16,63     | 1. CSK 2. FRG      | 8 P 3 P            |

Datum: 15. Juni

### Diskuswurf
| Platz | Athlet              | Land | Weite (m) | Länderkampfwertung | Länderkampfwertung |
| ----- | ------------------- | ---- | --------- | ------------------ | ------------------ |
| 1     | Géjza Valent        | CSK  | 67,08     | 1. FRG 2. FRA      | 8 P 3 P            |
| 2     | Imrich Bugár        | CSK  | 66,88     | 1. FRG 2. FRA      | 8 P 3 P            |
| 3     | Rolf Danneberg      | FRG  | 65,90     | 1. FRG 2. FRA      | 8 P 3 P            |
| 4     | Alwin Wagner        | FRG  | 64,08     | 1. FRG 2. POL      | 8 P 3 P            |
| 5     | Marek Polewany      | POL  | 58,88     | 1. FRG 2. POL      | 8 P 3 P            |
| 6     | Stanisław Grabowski | POL  | 57,32     | 1. CSK 2. FRG      | 8 P 3 P            |
| 7     | Frédéric Seiles     | FRA  | 57,22     | 1. CSK 2. FRG      | 8 P 3 P            |
| 8     | Jean-Marc David     | FRA  | 54,82     | 1. CSK 2. FRG      | 8 P 3 P            |

Datum: 16. Juni

### Hammerwurf
| Platz | Athlet              | Land | Weite (m) | Länderkampfwertung | Länderkampfwertung |
| ----- | ------------------- | ---- | --------- | ------------------ | ------------------ |
| 1     | Karl-Hans Riehm     | FRG  | 78,26     | 1. FRG 2. FRA      | 8 P 3 P            |
| 2     | Christoph Sahner    | FRG  | 75,66     | 1. FRG 2. FRA      | 8 P 3 P            |
| 3     | Mariusz Tomaszewski | POL  | 75,48     | 1. FRG 2. FRA      | 8 P 3 P            |
| 4     | Henryk Królak       | POL  | 73,58     | 1. FRG 2. POL      | 8 P 3 P            |
| 5     | František Vrbk      | CSK  | 73,34     | 1. FRG 2. POL      | 8 P 3 P            |
| 6     | Walter Ciofani      | FRA  | 71,74     | 1. FRG 2. CSK      | 8 P 3 P            |
| 7     | Philippe Suriray    | FRA  | 69,00     | 1. FRG 2. CSK      | 8 P 3 P            |
| 8     | Zdeněk Bednář       | CSK  | 68,28     | 1. FRG 2. CSK      | 8 P 3 P            |

Datum: 16. Juni

### Speerwurf
| Platz | Athlet             | Land | Weite (m) | Länderkampfwertung | Länderkampfwertung |
| ----- | ------------------ | ---- | --------- | ------------------ | ------------------ |
| 1     | Wolfram Gambke     | FRG  | 85,80     | 1. FRG 2. FRA      | 8 P 3 P            |
| 2     | Klaus Tafelmeier   | FRG  | 85,46     | 1. FRG 2. FRA      | 8 P 3 P            |
| 3     | Zdeněk Adamec      | CSK  | 84,14     | 1. FRG 2. FRA      | 8 P 3 P            |
| 4     | Zbigniew Bednarski | POL  | 81,20     | 1. FRG 2. POL      | 8 P 3 P            |
| 5     | Jean-Paul Lakafia  | FRA  | 80.84     | 1. FRG 2. POL      | 8 P 3 P            |
| 6     | Dariusz Adamus     | POL  | 79,58     | 1. FRG 2. CSK      | 8 P 3 P            |
| 7     | Jan Kolář          | CSK  | 77,00     | 1. FRG 2. CSK      | 8 P 3 P            |
| 8     | Peniko Lutwi       | FRA  | 76,28     | 1. FRG 2. CSK      | 8 P 3 P            |

Datum: 15. Juni